# Marcilly-sur-Vienne
Marcilly-sur-Vienne és un municipi francès, situat al departament de l'Indre i Loira i a la regió de Centre – Vall del Loira. L'any 2007 tenia 550 habitants.

## Demografia

### Població
El 2007 la població de fet de Marcilly-sur-Vienne era de 550 persones. Hi havia 222 famílies, de les quals 56 eren unipersonals (24 homes vivint sols i 32 dones vivint soles), 87 parelles sense fills, 67 parelles amb fills i 12 famílies monoparentals amb fills.
La població ha evolucionat segons el següent gràfic:
Habitants censats

### Habitatges
El 2007 hi havia 279 habitatges, 233 eren l'habitatge principal de la família, 32 eren segones residències i 14 estaven desocupats. 274 eren cases i 3 eren apartaments. Dels 233 habitatges principals, 200 estaven ocupats pels seus propietaris, 28 estaven llogats i ocupats pels llogaters i 5 estaven cedits a títol gratuït; 1 tenia una cambra, 9 en tenien dues, 35 en tenien tres, 79 en tenien quatre i 109 en tenien cinc o més. 149 habitatges disposaven pel capbaix d'una plaça de pàrquing. A 115 habitatges hi havia un automòbil i a 94 n'hi havia dos o més.

### Piràmide de població
La piràmide de població per edats i sexe el 2009 era:
| Homes | Edats   | Dones |
| ----- | ------- | ----- |
| 4     | 95 o +  | 0     |
| 0     | 90 a 94 | 4     |
| 8     | 85 a 89 | 12    |
| 4     | 80 a 84 | 8     |
| 4     | 75 a 79 | 8     |
| 32    | 70 a 74 | 12    |
| 4     | 65 a 69 | 32    |
| 16    | 60 a 64 | 20    |
| 8     | 55 a 59 | 12    |
| 24    | 50 a 54 | 8     |
| 8     | 45 a 49 | 16    |
| 52    | 40 a 44 | 16    |
| 12    | 35 a 39 | 32    |
| 4     | 30 a 34 | 8     |
| 8     | 25 a 29 | 0     |
| 8     | 20 a 24 | 4     |
| 20    | 15 a 19 | 28    |
| 16    | 10 a 14 | 28    |
| 12    | 5 a 9   | 4     |
| 4     | 0 a 4   | 4     |

## Economia
El 2007 la població en edat de treballar era de 331 persones, 241 eren actives i 90 eren inactives. De les 241 persones actives 224 estaven ocupades (123 homes i 101 dones) i 17 estaven aturades (2 homes i 15 dones). De les 90 persones inactives 44 estaven jubilades, 24 estaven estudiant i 22 estaven classificades com a «altres inactius».

### Ingressos
El 2009 a Marcilly-sur-Vienne hi havia 237 unitats fiscals que integraven 570,5 persones, la mediana anual d'ingressos fiscals per persona era de 17.512 €.

### Activitats econòmiques
Dels 18 establiments que hi havia el 2007, 1 era d'una empresa extractiva, 3 d'empreses de construcció, 5 d'empreses de comerç i reparació d'automòbils, 1 d'una empresa de transport, 1 d'una empresa d'hostatgeria i restauració, 1 d'una empresa immobiliària, 4 d'empreses de serveis, 1 d'una entitat de l'administració pública i 1 d'una empresa classificada com a «altres activitats de serveis».
Dels 5 establiments de servei als particulars que hi havia el 2009, 1 era una oficina de correu, 1 taller de reparació d'automòbils i de material agrícola, 1 fusteria, 1 lampisteria i 1 electricista.
L'únic establiment comercial que hi havia el 2009 era una botiga de menys de 120 m².
L'any 2000 a Marcilly-sur-Vienne hi havia 19 explotacions agrícoles que ocupaven un total de 680 hectàrees.

## Equipaments sanitaris i escolars
El 2009 hi havia una escola elemental integrada dins d'un grup escolar amb les comunes properes formant una escola dispersa.

## Poblacions més properes
El següent diagrama mostra les poblacions més properes.